# The Rise of Chaos
The Rise of Chaos ist das 15. Studioalbum der deutschen Heavy-Metal-Band Accept. Es erschien im August 2017 bei Nuclear Blast und wurde wie schon die drei letzten Alben der Band von Andy Sneap produziert. Der Titelsong wurde vorab als Single veröffentlicht.

## Hintergrund
Nach der Veröffentlichung von Blind Rage 2014 wurde im Dezember des Jahres bekannt, dass Gitarrist Herman Frank und Schlagzeuger Stefan Schwarzmann die Band verlassen hatten. Als ihre Nachfolger wurden im folgenden Jahr Uwe Lulis und Christopher Williams bekanntgegeben. Im Juni 2015 wurde dann bekanntgegeben, dass die Band an einem neuen Album arbeitet. Es wurde zum vierten Mal mit Andy Sneap aufgenommen.

## Rezeption
Im deutschen Metal Hammer erhielt das Album sechs von sieben Punkten. Sebastian Kessler schrieb: „Mit The Rise of Chaos beweisen Accept nicht nur ihre Relevanz und Konkurrenzfähigkeit zu jüngeren Genre-Vertretern, sondern definieren auch den Goldstandard für klassische Heavy Metal-Alben. Ein starkes Stück!“ Zum zweiten Mal in Folge wurde und zum vierten Mal insgesamt erlangte die Band den Titel „Album des Monats“ des Magazins.

## Titelliste
| Nr.          | Titel               | Länge |
| ------------ | ------------------- | ----- |
| 1.           | Die by the Sword    | 5:00  |
| 2.           | Hole in the Head    | 4:01  |
| 3.           | The Rise of Chaos   | 5:16  |
| 4.           | Koolaid             | 4:58  |
| 5.           | No Regrets          | 4:20  |
| 6.           | Analog Man          | 4:10  |
| 7.           | What’s Done Is Done | 4:08  |
| 8.           | Worlds Colliding    | 4:28  |
| 9.           | Carry the Weight    | 4:33  |
| 10.          | Race to Extinction  | 5:24  |
| Gesamtlänge: | Gesamtlänge:        | 46:18 |